# Кигазинский сельсовет
Кигазинский сельсове́т — упразднённое в 2008 году сельское поселение в составе Аскинского района. Почтовый индекс — 452883. Код ОКАТО — 80204822000. Объединен с сельским поселением Петропавловский сельсовет. Село Кигазы — административный центр, деревни Давлятовка, Ольховый Ключ.

## История
Из состава сельсовета в 1981 году исключена и упразднена д. Царёвка (Указ Президиума ВС Башкирской АССР от 14.09.1981 N 6-2/327 "Об исключении некоторых населённых пунктов из учётных данных по административно-территориальному делению Башкирской АССР"). В 1986 году исключены из учётных данных  Новые Кубиязы, Петровский Хутор (Указ Президиума ВС Башкирской АССР от 12.12.1986 N 6-2/396 «Об исключении из учетных данных некоторых населенных пунктов»). В 1989 году из Кигазинского сельсовета был сформирован Петропавловский сельсовет БАССР, куда в 2008 году вошли оставшиеся три селения сельсовета.
Закон Республики Башкортостан от 19.11.2008 N 49-з «Об изменениях в административно-территориальном устройстве Республики Башкортостан в связи с объединением отдельных сельсоветов и передачей населённых пунктов», ст.1 п.4 г) гласил:
 объединить Петропавловский и Кигазинский сельсоветы с сохранением
наименования «Петропавловский» с административным центром в деревне
Петропавловка.

Включить село Кигазы, деревни Давлятовка, Ольховый Ключ Кигазинского
сельсовета в состав Петропавловского сельсовета.

Утвердить границы Петропавловского сельсовета согласно представленной
схематической карте.

Исключить из учетных данных Кигазинский сельсовет;
Указ Президиума ВС Башкирской АССР от 25.07.1989 N 6-2/267 «Об образовании Петропавловского сельсовета в Аскинском районе» гласил:

1. Образовать в Аскинском районе Петропавловский сельсовет с административным центром в деревне Петропавловка.

2. Включить в состав Петропавловского сельсовета населенные пункты: деревни Петропавловка, Ерма-Елань, Шорохово, исключив их из Кигазинского сельсовета.

3. Установить границу Петропавловского сельсовета согласно представленной схематической карте.